# Give Me All Your Luvin'
"Give Me All Your Luvin'" är en låt framförd av den amerikanska popartisten Madonna på hennes tolfte studioalbum MDNA (2012). Den gästas av sångerskorna Nicki Minaj och M.I.A.. Låten skrevs av Madonna, Nicki Minaj, M.I.A., Martin Solveig, och Michael Tordjman, medan produktion sköttes av Madonna och Martin Solveig. Låten gavs ut på singel den 3 februari 2012. En demoversion av låten hade emellertid läckt ut på Internet redan den 8 november 2011 under namnet "Give Me All Your Love". Detta resulterade i att en 31-årig man från Spanien blev arresterad för brott mot upphovsrättslagen.

## Låtlista
- Digital nedladdning[1]

1. "Give Me All Your Luvin'" (med Nicki Minaj och M.I.A.) – 3:22

- Digital nedladdning – Party Rock Remix[2]

1. "Give Me All Your Luvin'" (Party Rock Remix) (med LMFAO och Nicki Minaj) – 4:03

- CD-singel

1. "Give Me All Your Luvin'" (med Nicki Minaj och M.I.A.) – 3:22
2. "Give Me All Your Luvin'" (Party Rock Remix) (med LMFAO och Nicki Minaj) – 4:01

- Digital remix-EP[3][4]

1. "Give Me All Your Luvin'" (Laidback Luke Remix) – 6:06
2. "Give Me All Your Luvin'" (Nicky Romero Remix) – 5:54
3. "Give Me All Your Luvin'" (Party Rock Remix) (med LMFAO och Nicki Minaj) – 4:01
4. "Give Me All Your Luvin'" (Sultan + Ned Shepard Remix) – 5:59
5. "Give Me All Your Luvin'" (Oliver Twizt Remix) – 4:48
6. "Give Me All Your Luvin'" (Demolition Crew Remix) – 7:02

## Medverkande
- Madonna – låtskrivare, sång, producent
- Martin Solveig – låtskrivare, producent
- Nicki Minaj – låtskrivare, sång
- Maya Arulpragasam – låtskrivare, sång
- Michael Tordjman – låtskrivare
- Demacio Castellon – ljudmix

Medverkande är hämtade ur häftet till "Give Me All Your Luvin'".